# Ettore Pedotti
Pour les articles homonymes, voir Pedotti.
Ettore Pedotti (Laveno, 8 mars 1842 - Rome, 6 janvier 1919) est un général et homme politique italien.
Il a été sénateur du Royaume et ministre de la Guerre du royaume d'Italie dans les gouvernements Giolitti II, Fortis I et Tittoni. De 1892 à 1896, il est commandant de l'école de guerre de Turin.

## Biographie
Pedotti est né à Laveno di Como en 1842 et en mars 1859, alors qu'il était encore adolescent, il abandonna les bancs de l'école pour répondre à l'appel de Giuseppe Garibaldi à la rédemption nationale contre la domination autrichienne, s'empressant de s'enrôler comme volontaire dans le premier régiment du corps desCacciatori delle Alpi4, commandé par Enrico Cosenz .
En raison de son comportement féroce et résolu, l'audacieux garzoncello fut rapidement promu caporal (caporale) et quelques jours plus tard sergent (sergente). Dans ce grade, le 16 juin, au combat de Tre Ponti, à la tête de son peloton, il s'est tellement distingué par son audace et sa fermeté à résister à l'ennemi supérieur qu'il a été décoré de la médaille de la valeur militaire et du chevron d'argent de sergent fourrier (furiere maggiore).
La paix de Villafranca met fin de manière inattendue aux espoirs de libération immédiate du Trentin et de la Vénétie, et le corps de volontaires est dissous. Lorsque Pedotti entend parler de l'insurrection en Sicile et de la légendaire expédition des Mille, il court rejoindre les rangs de la gloire et s'enrôle dans le Ier bataillon des Bersaglieri Lombardi, toujours sous le commandement de Cosenz, et dans la bataille de Milazzo, il se distingue de telle manière qu'il est promu lieutenant (Tenente) en campagne.
Poursuivant sa marche victorieuse jusqu'àu fleuve Volturno, dans la bataille décisive consacrée dans l'histoire sous ce nom (bataille du Volturno), Pedotti, non légèrement blessé, continua à combattre en donnant des preuves d'une telle intelligence et d'une telle vaillance que, bien qu'il n'ait que dix-huit ans, il fut promu par Garibaldi capitaine (capitano) en campagne et décoré de la croix de chevalier de l'ordre militaire de Savoie.
Ce jour-là, sa bonne fortune bien méritée décida du destin futur du brave soldat, l'entraînant définitivement dans une carrière militaire, dans laquelle il devait toucher et tenir avec un honneur singulier les plus hauts rangs de la hiérarchie.

A la fin de cette campagne glorieuse qui, sous le sceptre du grand roi Vittorio Emanuele II, a fusionné une grande partie de l'Italie en un seul Royaume, jetant les bases d'une complète unité nationale, une nouvelle période de recueillement et de préparation a commencé, dans l'attente d'événements qui permettraient la reprise des actions guerrières pour mener à bien la magnanime entreprise.
Pedotti, dont l'intelligence était aussi vigoureuse que l'âme était forte et audacieuse, profita de cette pause non pas pour s'abandonner aux loisirs et à l'oisiveté de la paix, mais pour s'appliquer intensément à l'étude de l'histoire, des sciences et de l'art militaire avec la même ardeur qui lui valut tant d'honneur sur le champ de bataille, de sorte qu'il devint l'un des officiers les plus cultivés, les plus savants et les plus estimés de l'armée.
En hommage à cette préparation consciencieuse, en 1873 Pedotti fut transféré du corps d'infanterie à l'état-major général et, après la création de l'école de guerre, il fut chargé d'enseigner un cours qui, par sa perspicacité et sa hauteur, rendit son nom populaire parmi les officiers de toute l'armée, qui accueillirent donc son élévation ultérieure au poste de commandant de l'école comme un bon présage pour l'avenir de notre armée, dans laquelle on plaçait tous les espoirs pour la rédemption totale des terres italiennes.
Nommé ensuite au commandement d'une division, puis au commandement en second du corps d'état-major général, il atteint enfin en 1900 le grade suprême de commandant d'un corps d'armée (Lieutenant-général ou tenente generale), se montrant toujours supérieur, en temps de paix comme en temps de guerre, à tous les postes qui lui sont confiés, aussi éminents soient-ils.
Nommé ministre de la Guerre et sénateur en novembre 1903, bien que, par son caractère austère et résolu, il fût étranger à la politique parlementaire, il ne tarda pas à acquérir dans l'Assemblée une autorité incontestée, dont témoignent irréfutablement la part qu'il prit à de nombreuses discussions d'intérêt général, notamment militaire, et les importantes commissions dont il fut nommé membre par le Sénat.
A peine remis d'une longue et grave maladie qui l'avait frappé à Gênes, et souffrant encore de la récente fracture d'un bras, plus préoccupé, comme toujours, de son devoir que de lui-même, il décida de revenir à Rome pour présider la commission des finances, convoquée pour examiner le projet de loi de prorogation de l'exercice provisoire, et prendre son rapport. C'est le dernier document de son indomptable énergie, qui témoigne du grand amour et du zèle incomparable qu'il a mis dans l'accomplissement de la haute fonction que lui conférait la confiance du Sénat.
Vingt jours seulement après l'approbation de cette loi, une violente crise cardiaque l'a soudainement tué à l'aube du 6 janvier 1919.

### Carrière militaires
- Chasseur (Cacciatore) (Cacciatori delle Alpi) (29 mars 1859)
- Caporal (Caporale) (Cacciatori delle Alpi) (16 mai 1859)
- Fourrier (Furiere) (Cacciatori delle Alpi) (1er juin 1859)
- Fourrier principal (Furiere maggiore) (Cacciatori delle Alpi) (16 juillet 1859).
- Capitaine (capitano) (Armée de l'Italie du Sud) (1er octobre 1860), puis (Corps des volontaires italiens) (21 juillet 1861), puis (Armée italienne) (16 avril 1862)
- Major (maggiore) : 9 novembre 1872
- Lieutenant Colonel (tenente colonnello) : 15 juillet 1877
- Colonel (colonnello) : 14 juillet 1881
- Général de division (maggiore generale) : 14 avril 1889
- Lieutenant-général (tenente generale) : 3 février 1895-5 août 1917 (date de la retraite)

### Postes et titres
- Commandant en second de l'École de guerre (7 décembre 1882)
- Commandant de l'école de guerre (26 mai 1892)
- Commandant en second de l'état-major général (16 septembre 1896) [Sous-chef de l'armée royale].
- Membre du Conseil de l'ordre militaire de la Savoie (7 novembre 1893) (6 novembre 1897-20 décembre 1900)
- Président de la Commission pour la reconnaissance de la campagne de l'Agro Romano (28 septembre 1911)
- Membre de la société de géographie italienne (1880)
- Membre du Comité national pour l'histoire du Risorgimento
- Président de la Société nationale pour l'histoire du Risorgimento italien

## Décorations

### Décorations italiennes
- Chevalier grand-croix décoré du grand cordon de l'ordre des Saints-Maurice-et-Lazare
- Chevalier grand-croix décoré du grand cordon de l'ordre de la Couronne d'Italie
- Chevalier de l'ordre militaire de Savoie
- Médaille de bronze de la valeur militaire
- Médaille du Mérite mauricienne de 10 années de carrière militaire
- Chevalier grand-croix décoré du grand cordon de l'ordre de la Couronne d'Italie
- Grand officier de l'ordre des Saints-Maurice-et-Lazare
- Médaille bronze de la valeur militaire
- Croix d'or pour ancienneté de service (40 ans)
- Médaille commémorant les campagnes des guerres d'indépendance
- Médaille commémorative  de l'unification de l'Italie

### Décorations étrangères
- Médaille de la Bravoure Miloš Obilić (Monténégro)
- Médaille française commémorant la deuxième guerre d'indépendance italienne

## Sources
- (it) Cet article est partiellement ou en totalité issu de l’article de Wikipédia en italien intitulé « Ettore Pedotti » (voir la liste des auteurs).